# Tenova
Tenova mit Sitz in Castellanza (Italien) ist eine Tochtergesellschaft des argentinischen Stahlproduzenten Techint. Tenova stellt Anlagen für Bergbau (Marken DELKOR und TAKRAF), Metallerzeugung, Sekundärmetallurgie (Marken EMCI, Core, Goodfellow und Technometal) sowie Wärmebehandlung (MTH) her.
Die Tenova Deutschland Holding ist Eigentümerin von TAKRAF und LOI Thermprocess GmbH.
Die Firmen der HTC-Gruppe (IVA-Schmetz GmbH, Mahler GmbH, BMI Fours in Lyon und IVA-Schmetz Shanghai) wurden im Juli 2019 wieder verkauft.

## Geschichte
Techint erwarb ab Mitte der 1990er Jahre zahlreiche Anlagenbauunternehmen. 2007 wurde Techint Technologies in Tenova umbenannt.
2012 wurden Bateman Engineering und die deutsche LOI Thermprocess übernommen.
2016 zog das Unternehmen von Mailand nach Castellanza um.